# Evelyn Waugh

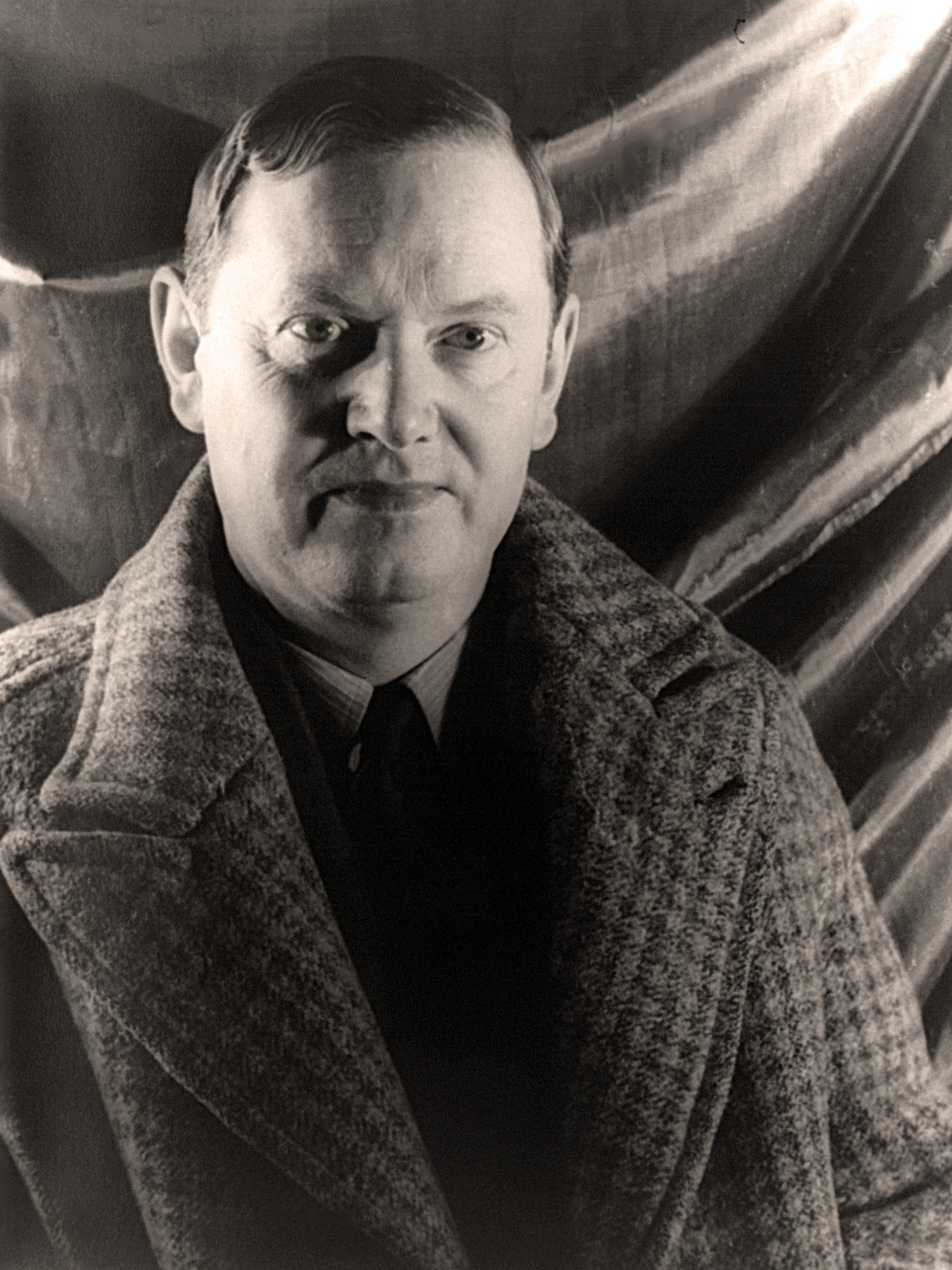
Evelyn Waugh gefotografeerd door Carl Van Vechten

Arthur Evelyn St. John Waugh (Hampstead (Londen), 28 oktober 1903 – Combe Florey, 10 april 1966) was een Brits schrijver van veelal satirische romans. Hij was de tweede zoon van de uitgever en criticus Arthur Waugh en broer van romancier Alec Waugh.

## Levensloop

### Studies
Hij studeerde geschiedenis in Lancing en Hertford College (Oxford). In Oxford begon hij veel te drinken, en daar was het ook dat hij een aantal homoseksuele relaties begon. Hij zou zijn leven lang een zware drinker blijven.
In 1925 gaf hij les aan een privéschool in Wales. In zijn autobiografie schreef Waugh dat hij in die tijd een zelfmoordpoging ondernam door de zee in te zwemmen, nadat hij een afscheidsbrief had geschreven in het Grieks. Hij keerde echter terug nadat hij door een kwal was gestoken.

### Eerste werken
In 1927 werd zijn eerste werk uitgegeven, een biografie van Dante Gabriel Rossetti. Waugh werkte vervolgens onder andere als journalist, tot in 1928 zijn eerste roman, Decline and Fall, werd uitgegeven. Het boek werd een succes, evenals de daaropvolgende werken zoals Vile Bodies (1930), Black Mischief (1932), A Handful of Dust (1934) en Scoop (1938).
In 1929 trouwde hij met Evelyn Gardner. Het huwelijk was geen succes en werd in 1936 nietig verklaard. Zijn tweede huwelijk, met Laura Herbert (1937), had meer succes en duurde voor de rest van zijn leven. Het echtpaar kreeg zes kinderen en Waugh verbleef met zijn familie lange tijd in de West Country. Zijn zoon Auberon Waugh kreeg later ook bekendheid als journalist en schrijver.

### Bekering tot het katholicisme
In 1930 bekeerde Waugh zich tot het katholicisme, wat zijn werk sterk beïnvloedde, hoewel niet altijd op een in het oog springende manier. Zijn vroegere biografie van de Engelse jezuïet en martelaar Edmund Campion uit de Elizabethaanse tijd kreeg de Hawthornden Prize in 1936. Zijn roman Brideshead Revisited (1945) plaatste hem naast Graham Greene als de belangrijkste vertegenwoordiger van de katholieke literatuur van zijn land. In 1959 publiceerde hij de biografie The Life of the Right Reverend Ronald Knox.
Zijn buitengewone stilistische en satirische gaven hebben hem tot een van de meest vooraanstaande auteurs van zijn tijd gemaakt. In zijn latere romans krijgt de humor vaak iets sardonisch.
Tussen zijn twee huwelijken in, maar ook later ondernam Waugh vele reizen, onder andere door het Middellandse Zeegebied, Afrika, Zuid-Amerika en Spitsbergen, wat resulteerde in een aantal goede reisverhalen (When the Going Was Good).
Met name voor de Tweede Wereldoorlog was zijn werk satirisch van aard en richtte hij zijn pijlen op de Engelse aristocratie en de 'betere' standen. Zijn latere werk was serieuzer van aard, maar bleef humoristisch en geestig van toon.
Vanaf 1939 en tijdens de oorlog werkte Waugh bij de marine, onder andere in het Midden-Oosten en Joegoslavië. Hij verwerkte zijn ervaringen in de trilogie Sword of Honour, een bij vlagen hilarische weergave van de Tweede Wereldoorlog. Voor zijn eerste boek van deze trilogie (Men at Arms uit 1952) ontving Waugh de James Tait Black Prize. De twee volgende delen volgden in 1955 (Officers and Gentlemen) en 1961 (Unconditional Surrender).

### Latere jaren
Waugh was erg kritisch over de veranderingen die het Tweede Vaticaans Concilie (1962-1965) teweegbracht in de Tridentijnse liturgie.
Evelyn Waugh overleed onverwacht op 62-jarige leeftijd op Eerste Paasdag 1966 aan een hartaanval.

## Werken

### Romans
- Decline and Fall (1928)
- Vile Bodies (1930)
- Black Mischief (1932)
- A Handful of Dust (1934)
- Scoop (1938)
- Put Out More Flags (1942)
- Brideshead Revisited (1945), ISBN 1-85715-172-0
- The Loved One (1948)
- Helena (1950)
- The Ordeal of Gilbert Pinfold (1957)
- Sword of Honour-trilogie:
  - Men at Arms (1952)
  - Officers and Gentlemen (1955)
  - Unconditional Surrender (1961)
- Love Among the Ruins (1953)

### Bundels met korte verhalen
- Mr Loveday's Little Outing: And Other Sad Stories (1936)
- Work Suspended: And Other Stories (1943)
- Selected Works (1977)
- Charles Ryder's Schooldays: And Other Stories (1982)
- The Complete Short Stories (1997)
- The Complete Stories of Evelyn Waugh (1998)

### Biografieën
- Biografie van Dante Gabriel Rossetti (1927)
- Edmund Campion: Jesuit and Martyr (1935)
- The Life of the Right Reverend Ronald Knox (1959)

### Autobiografie
- A Little Learning (1964), eerste deel van een biografie

- Bibsys: 90130252
- Biblioteca Nacional de Chile: 000052459
- Biblioteca Nacional de España: XX968998
- Bibliothèque nationale de France: cb119289418 (data)
- Catàleg d'autoritats de noms i títols de Catalunya: 981058514965506706
- CiNii: DA00332157
- Gemeinsame Normdatei: 118765779
- International Standard Name Identifier: 0000 0001 2102 0973
- Library of Congress Control Number: n79049248
- Nationale Bibliotheek van Letland: 000026556
- MusicBrainz: a6dd3573-9957-40b9-9a58-4dd7b0aee2a0
- National Archives and Records Administration: 10678038
- Bibliotheek van het Japanse parlement: 00460325
- Nationale Bibliotheek van Tsjechië: jn19990008949
- Nationale bibliotheek van Australië: 35594864
- Nationale Bibliotheek van Israël: 987007296561205171
- Nationale Bibliotheek van Polen: a0000001179506
- Nationale en Universitaire bibliotheek Zagreb: 000015060
- Nederlandse Thesaurus van Auteursnamen: 068565771
- Réseau des bibliothèques de Suisse occidentale: 02-A003960393
- Istituto Centrale per il Catalogo Unico: CFIV000298
- LIBRIS: 229336
- SNAC: w6p55t9m
- Système universitaire de documentation: 027193616
- Trove: 1008320
- Virtual International Authority File: 68937142
- WorldCat: E39PBJwhv7WkCFXTXbG9vbxkXd